# Socjalizm bezpaństwowy
Socjalizm bezpaństwowy - idea przejścia z systemu burżuazyjnego do systemu socjalistycznego (bezpaństwowego) opracowana przez Edwarda Abramowskiego. Zakłada ono w pełni pokojowe odrzucenie państwa i systemu kapitalistycznego na rzecz wolnego społeczeństwa, opartego na dobrowolnych stowarzyszeniach z uspołecznioną gospodarką.

## Stosunek do demokracji parlamentarnej
Edward Abramowski był gorącym przeciwnikiem takiej formy władzy, gdyż uważał, że teoretyczne podporządkowanie mniejszości woli większości nie jest wolnościowe, lecz w praktyce wygląda to odwrotnie. Dlatego też uważał, że formy jednostek terytorialnych powinny być małe i tworzone przez ludzi względnie jednolitych poglądowo z wcześniejszym wyeliminowaniem indywidualności (w sensie indywidualnych potrzeb materialnych).
W obronie demokracji państwowej często jej zwolennicy używają argumentu, że dzięki propagandzie mniejszość może stać się większością, jednak zdaniem Abramowskiego argument ten nie jest stwierdzeniem prawdziwym, gdyż społeczeństwo nie jest jednolite - składa się na nie wiele orientacji politycznych, religijnych, narodowości - często wrogich wobec siebie i są to często odrębności, których nie da się pokonać.
Poza tym propaganda, poza tymi granicami, może mieć granice ustawodawcze narzucone przez państwo lub kapitał.

## Stosunek do kapitalizmu i liberałów
Anarchizm jako pierwsza nowożytna doktryna konsekwentnie krytykuje własność zarówno prywatną jak i państwową, którą uważa za przyczynę i główną ostoję niesprawiedliwości i nierówności społecznej. Bowiem mówiąc słowami Kropotkina, "czyż można określić jaka cząstka bogactw, w których nagromadzeniu bierzemy wszyscy udział należy się każdemu z nas?". Dlatego też uważa on, iż jedynym wyjściem jest zniesienie własności prywatnej na rzecz anarchistycznej wspólnoty komunistycznej. Jednak najdosadniej zdefiniował istotę własności Proudhon, twierdząc, iż własność jest kradzieżą, bowiem nawet praca nie może się wiązać z przywłaszczeniem wspólnego dobra, które w postaci ziemi, powietrza czy darów przyrody należy do wszystkich ludzi. Także i inni anarchiści twierdzili, iż wszelka własność, wszelki kapitał, pochodzi z rabunku, z kradzieży, z wyzysku pracy jednego nad drugim. Dlatego też anarchiści postrzegali własność jako przeszkodę na drodze do równości wszystkich obywateli, ponieważ, jak to ujął Malatesta, tak długo jak bogactwa i środki produkcji pozostaną własnością jedynie kilku ludzi, tak długo większość zawsze będzie zmuszona żyć i pracować w biedzie. Anarchizm zatem w konsekwencji krytyki własności krytykował także kapitalizm za bezduszne i czysto materialistyczne traktowanie człowieka. Jawił się on jako system eksploatujący bezwzględnie i bezlitośnie ludzi w swoim dążeniu do osiągnięcia jak największych korzyści jak najmniejszym kosztem. Dlatego też anarchiści winili system kapitalistyczny za całe zło i niesprawiedliwość społeczną. Zatem według Stanisława Morawskiego, możemy stwierdzić, iż już od słynnego sformułowania Proudhon, iż własność jest kradzieżą, kapitalizm był przez anarchistów interpretowany jako typowy przykład zniewolenia ludzi. Pisze on dalej, iż właśnie dlatego Oscar Wilde już w 1 roku w swej książeczce "Dusza człowieka w epoce socjalizmu" szuka uzasadnienia dla stanowiska anarchistycznego przede wszystkim jako wyjścia z piekła, jakim jest system kapitalistyczny, który to "produkuje" głód, nędzę i upokorzenie większości społeczeństwa. Dlatego też walka z kapitalizmem oznaczała, jak to ujął Kropotkin, dążenie do wywłaszczenia klas posiadających ze znajdujących się w ich rękach bogactw, które to potem będą mogły być rozdysponowane równo pomiędzy wszystkich w ustroju anarchokomunistycznym.
Abramowski również krytykował własność, stawiając znak równości pomiędzy nią a nieszczęściem ludzkim. Pisał iż nic nie ma "mego", wszystko jest bowiem "nasze". I podobnie jak i inni anarchiści uważał, iż przywłaszczenie darów natury czy narzędzi wytwarzania jest zwykłym złodziejstwem. Podobną myśl odnajdujemy także u Tołstoja, który twierdzi, iż nie ma bardziej bezużytecznego zajęcia niż gromadzenia bogactwa, dodając przy tym, iż złodziejem nie jest ten co ukradł potrzebną mu rzecz, lecz bogaci, którzy posiadają zbędne dla siebie przedmioty potrzebne innym. Abramowski podkreślał ponadto, że gdzie jest własność, tam zawsze pojawia się ucisk polityczny. Podobnie sądzi Bakunin, twierdząc iż własność, niszcząc solidarność międzyludzką, stoi na drodze do prawdziwej wolności człowieka. Dlatego też w rozwiązaniu kwestii własności Abramowskiemu jawi się anarchistyczna wspólnota komunistyczna, która wzorem założeń Bakunina opierać się ma na wspólnej własności ziemi, narzędzi i kapitału. Poglądy te zbieżne są również z myślą Kropotkina, który to także propagował rozwiązanie kwestii własności poprzez zastąpienie jej wspólną własnością członków komuny. Abramowski pisze nawet, iż "kolektywizm oznacza zgodność moich interesów życiowych z interesami innych, uwarunkowanie mojego dobrobytu z rozwojem dobrobytu współobywateli, to zaś w konsekwencji oznacza zniesienie egoizmu i zastąpienie go altruizmem. Taka zaś synteza braterstwa i wspólnej własności będzie jego zdaniem rewolucyjnym środkiem do zupełnego wyzwolenia człowieka". Zatem dla Abramowskiego własność prywatna, kapitał jest źródłem wyzysku, bezrobocia, kryzysów i nierówności społecznej. Pisze on wręcz, iż "im więcej człowiek potrzebuje, tym mniej ma, im bardziej czuje się wolnym i równym panem przyrody - tym gorzej gniecie go despotyzm kapitału, tym potworniejsza nierówność rzeczywistych praw życiowych pęta wszystkie jego żądania... stąd nierównowaga duchowa. Niezgodność warunków życia z psychizmem jednostki wytwarza nienormalność istnienia, pesymizm, rozpacz, miotanie się gorączkowe, człowiek czuje się coraz bardziej olbrzymem strąconym w przepaść, spętanym Prometeuszem, spętanym przez boga - Kapitał".
Konsekwencją krytyki własności była u Abramowskiego krytyka kapitalizmu, bowiem istnienie własności prywatnej jest podstawowym źródłem krzywdy społecznej szerokich mas, bezrobocia, wyzysku i nędzy, a oparta na własności gospodarka kapitalistyczna jest bezwzględna w procederze wyzyskiwania robotników. Kapitalizm bowiem czerpie swą siłę i potęgę z pracy robotnika, jego krzywd i potu, udręki i trudu dnia codziennego w którym nie widać nawet iskierki nadziei na zmianę niewolniczego wręcz trybu życia. Z tego też powodu jak słusznie zauważyła Ruta Światło, Abramowski już od najwcześniejszych swych prac wnikliwie i ostro krytykował społeczeństwo burżuazyjne. Obnażał on bezlitośnie nędzę i krzywdę społeczną szerokich mas. Wskazywał iż środowisko kapitalistyczne zabija w człowieku jego osobowość, wypacza zmysł moralny i estetyczny. Podkreślał także deprawującą rolę pieniądza, piętnował nicość moralną i duchową, którą powoduje system kapitalistyczny. Pisał on bowiem, iż cała atmosfera kapitalizmu, walki o chleb powoduje, iż człowiek wychowany w takim środowisku staje się egoistą i już od małego dziecka tłumi się w nim jakże potrzebną miłość ludzi. Konkluduje zatem, iż zrodzony z kapitalizmu egoizm szerzy ciemnotę i nędzę. Egoizm ten bowiem jest ludziom szczepiony przez całe życie, poprzez konkurencję, ciężką walkę o chleb, panowanie pieniędzy, przez cały system niewoli. Stwierdza on zatem, iż jest to ogromna hodowla i szkoła egoizmu. Taka zaś atmosfera, beznadziejna rozpacz, upokorzenie, nienasycone pragnienia powodują, iż istnienie ludzkie jest pozbawione jakiegokolwiek sensu i skupia się tylko na rozpaczliwej walce o przetrwanie. Sytuację taką potęguje amoralizm kapitalizmu i burżuazji, gdzie religią jest bogactwo, a bogiem - Kapitał. Pieniądz jest wszechwładny, zatem nie ma takiej podłości przed którą cofnął by się kapitalista. Gonitwa za pieniądzem przeważa wszystkie inne względy. Każdy marzy o tym by najskuteczniej łupić pracę ludu. W rezultacie pogłębia się nędza, która jeszcze bardziej czyni życie beznadziejnym rodząc złodziei, morderców, prostytutki. Cała taka zaś atmosfera zabija w ludziach uczucia przyjaźni. Dlatego też należy szerzyć szkołę przyjaźni, która promuje wolność i siłę. Jest to zatem zadanie dla "Związków Przyjaźni", dla kooperatyw i towarzystw dobroczynnych, realizujących powszechnie moralną zasadę braterstwa, dobroci i miłości wszechludzkiej. Możemy stwierdzić, iż dla Abramowskiego kapitalizm jest niczym innym jak źródłem ucisku i nędzy szerokich mas społecznych. Dlatego też postuluje jego likwidację, by stworzyć socjalizm bezpaństwowy oparty na kooperatywach, gdzie nie ma własności, nie ma też kapitalistycznych stosunków pracy, a więc i nie ma ucisku, nędzy, bezrobocia i nieszczęścia.
Widzimy zatem, iż anarchiści konsekwentnie występowali przeciw własności i systemowi kapitalistycznemu. Ideałem było całkowite uspołecznienie własności, która miała stać się wspólnym dobrem wszystkich ludzi. Kapitalistyczna własność bowiem jawiła im się nie tylko już jako zwykła kradzież, ale także jako źródło wszelkich nieszczęść, zła, wyzysku, nierówności społecznej i nędzy szerokich mas pracujących. Własność bowiem stała na przeszkodzie do powszechnej równości i szczęśliwości wszystkich obywateli, była ona źródłem powszechnej demoralizacji, zła i przyczyną wszystkich cierpień ludzkości. System kapitalistyczny zaś był główną podporą i ostoją własności, bezwzględnym i okrutnym strażnikiem pilnującym interesy bogatej burżuazji i występującym zawsze i wszędzie przeciwko szerokim masom pracującym.

### Potrzeba indywidualna
Kapitalizm według Edwarda Abramowskiego niweluje wszelką indywidualność oraz odrębność ludzi, gdyż wprowadza jednostajność warunków życia, co powoduje, dlatego wszystkie kraje dotknięte kapitalizmem w swej polityce nie różnią się wiele. Jednak obok tego procesu, rozwój gospodarki kapitalistycznej, rodzi procesy idące w kierunku przeciwnym. Dążenie kapitalizmu do ujednolicenia społeczeństwa, prowadzi do znoszenia różnic starych prowincjonalnych, kastowych, obyczajowych etc. lecz stare typu zamienia nowymi - nie społecznymi a indywidualnymi. Cechą charakterystyczną współczesnego rozwoju społecznego jest indywidualizacja typów ludzkich.
Polega to na tym, że życie człowieka staje się coraz bardziej skomplikowane, budzi nowe potrzeby, zainteresowania, rodzi nowe produkty czy też zmienia stare relacje społeczno-gospodarcze.
Poza tym kapitalizm powołuje do życia wielkie zbiorowiska ludzkie, w których koncentruje się życie gospodarcze, powstają wielkie okręgi gospodarczo-przemysłowe, ściągając do siebie wielkie rzesze ludzi, pochodzących z rozmaitych krajów, kręgów kulturowych czy wyznaniowych.

## Socjalizm państwowy

### Przejście
Stronnictwo socjalistów bezpaństwowych, którego celem byłoby zwalczanie państwowości na każdym kroku i dążenie do kolektywizmu oraz uspołecznienia, winne dążyć do wyparcia państwa z każdej dziedziny życia, powinno dążyć aby państwo stało się niepotrzebne.
Droga do tego stanu rzeczy prowadzi przez popieranie wszystkich tendencji antypaństwowych i antykapitalistycznych, tworzenie wolnych związków zawodowych, które zmniejszają wyzysk robotników i władzę kapitalistów. Stronnictwo socjalistyczne powinno brać udział we wszelkich wyborach politycznych i winno prowadzić politykę liberalną (nie w sensie liberalizmu ekonomicznego, lecz w sensie liberalizmu społecznego i zmniejszania roli państwa w życiu człowieka).
Poza tym takowe ugrupowanie powinno organizować akcje bezpośrednie, których celem jest bojkot państwa. Chodzi w nich o zniszczenie potrzeb indywidualnych, na których opiera się państwo i kapitalizm. Należałoby bojkotować policję, szkoły prywatne i państwowe - co by zminimalizowało wpływ państwa i kapitalizmu na duszę i rozum młodego pokolenia.
Na każdym kroku należy bojkotować wszystkie instytucje państwowe a na ich miejscu budować nowe, wolne, uspołecznione, stowarzyszenia - które by wypełniały odpowiednie funkcje. Zamiast sądów, powinny powstawać samosądy lub sądy kolegialne, zamiast policji - grupy samoobrony, zamiast szkół prywatnych i państwowych - szkoły społeczne lub tworzyć się nauczanie indywidualne.
Edward Abramowski tak właśnie przewidywał upadek państwa i kapitalizmu.